# Borah Bergman

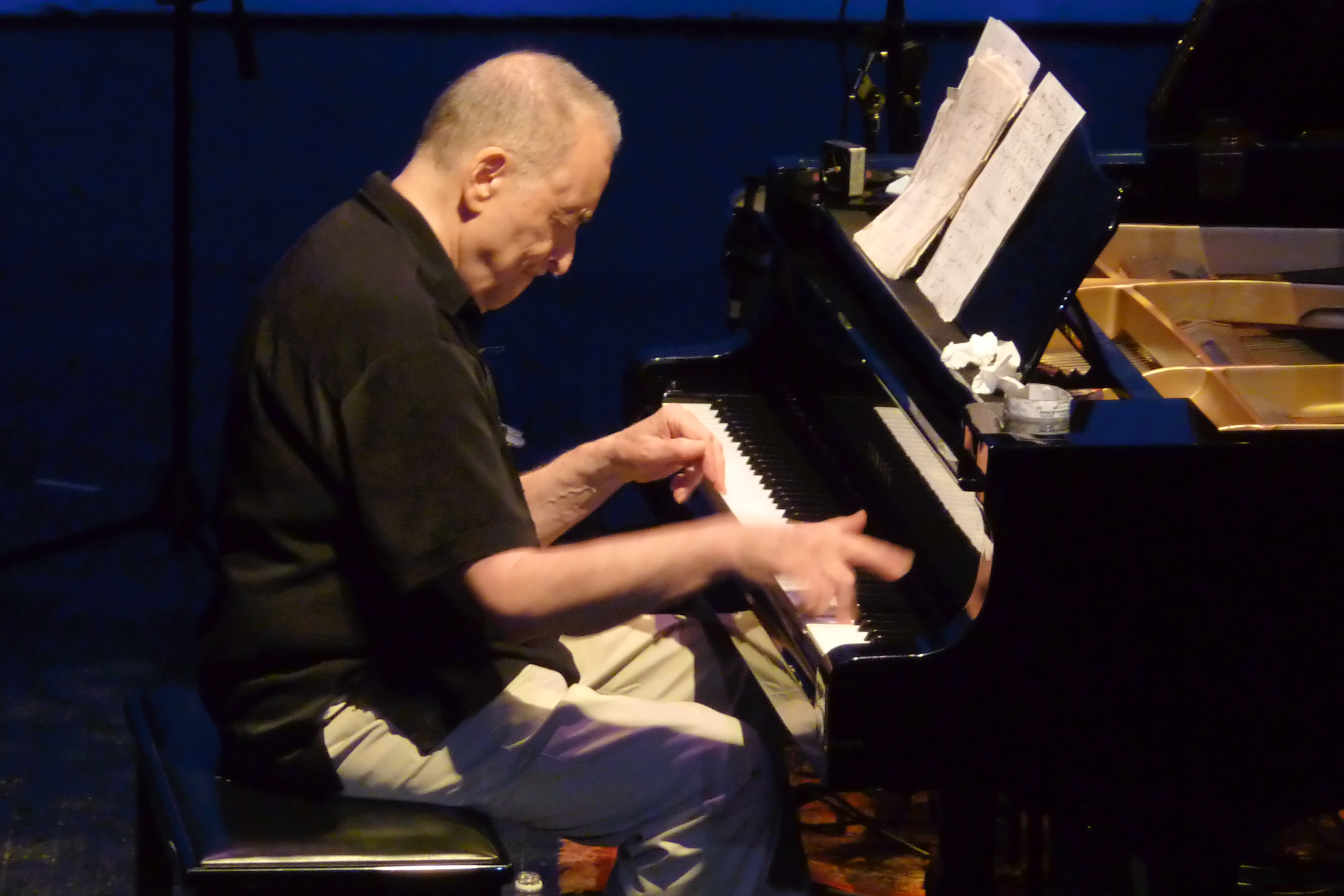
Borah Bergman en 2010.

Borah Bergman (13 de diciembre de 1926 - 18 de octubre de 2012) fue un pianista de free jazz estadounidense.
Bergman nació en Brooklyn de padres inmigrantes rusos. Los relatos de cuando comenzó a aprender el piano varían: algunos afirman que él aprendió clarinete cuando era niño y no comenzó sus estudios de piano hasta la edad adulta; otros, que él tuvo clases de piano desde una edad temprana; una de sus propias cuentas es que él tomó lecciones de piano cuando era niño, pero cambió de clarinete, antes de regresar al piano después de haber sido dado de alta en el ejército.

## Discografía
- Discovery (Chiaroscuro Records, 1975)
- Bursts of Joy (Chiaroscuro Records, 1976)
- A New Frontier (Soul Note, 1983)
- Upside Down Visions (Soul Note, 1984)
- The Fire Tale with Evan Parker (Soul Note, 1990)
- Inversions with Thomas Chapin (Muworks, 1992)
- The Human Factor with Andrew Cyrille (Soul Note, 1993)
- First Meeting with Roscoe Mitchell and Thomas Buckner (Knitting Factory, 1994)
- The Italian Concert with Roscoe Mitchell (Soul Note, 1994)
- The October Revolution with Joe McPhee, Rashied Ali and Wilber Morris (Evidence, 1994)
- Reflections on Ornette Coleman and the Stone House with Hamid Drake (Soul Note, 1995)
- Blue Zoo with Thomas Borgmann and Peter Brötzmann (Konnex Records, 1996)
- Eight By Three with Anthony Braxton and Peter Brötzmann (Mixtery Records, 1996)
- Geometry with Ivo Perelman (Leo Records, 1996)
- Ride Into the Blue with Thomas Borgmann and Peter Brötzmann (Konnex Records, 1996)
- Exhilaration with Peter Brötzmann and Andrew Cyrille (Soul Note, 1997)
- Ikosa Mura with Frode Gjerstad, Bobby Bradford and Pheeroan akLaff (Cadence, 1997)
- New Organization with Oliver Lake (Soul Note, 1997)
- Toronto 1997 with Thomas Chapin (Boxholder Records, 1997)
- The River of Sounds with Conny Bauer and Mat Maneri (Boxholder Records, 2001)
- The Double Idea (Boxholder Records, 2002)
- The Mahout with George Haslam and Paul Hession (Slam, 2003)
- Meditations for Piano (Tzadik Records, 2003)
- Rivers in Time with Frode Gjerstad (FMR Records, 2003)
- Acts of Love with Lol Coxhill and Paul Hession (Mutable Music, 2005)
- One More Time with Giorgio Dini (Silta Records, 2007)
- Live at Tortona with Stefano Pastor (Mutable Music, 2009)
- Luminescence with Greg Cohen, Kenny Wollesen and John Zorn (Tzadik Records, 2009)